# Tarabuco
Tarabuco es una ciudad y municipio de Bolivia, capital de la provincia de Yamparáez en el departamento de Chuquisaca. Es más conocido como el hogar de la cultura Yampara. El municipio tiene una superficie de 1.023 km² y cuenta con una población de 16.944 habitantes (según el Censo INE 2012). En Tarabuco se celebra anualmente en marzo el festival Pujllay. Cada domingo se celebra en el centro de la ciudad el mercado indígena en el que las comunidades rurales realizan intercambios de alimentos, productos agrícolas y vestimenta. Otra festividad importante de esta población es la celebración de la fiesta de la Virgen del Rosario, realizada en el mes de octubre.

## Toponimia
La palabra Tarabuco deriva de dos palabras en el idioma quechua: tarka, “flauta de una sola pieza”, y phuku, “soplar”, que unidas evocan a los “tocadores de flautas”.

## Historia
La Villa de Tarabuco fue fundada por orden del virrey don Francisco de Toledo en 29 de junio de 1578 aprovechando la existencia de una vieja población quechua, llamándose San Pedro de Montalbán de Tarabuco por habérsela puesto bajo protección del santo de la población española de Montalbán.

## Geografía
El municipio de Tarabuco limita al noroeste con el municipio de Sucre, al norte con el municipio de Presto, al este con el municipio de Zudáñez, al sur con el municipio de Icla, al suroeste con el municipio de Betanzos en el departamento de Potosí, y al oeste con el municipio de Yamparáez.

## Demografía
De acuerdo con el censo boliviano de 2024, la población del municipio de Tarabuco es de 13 251 habitantes.
La población del municipio de Tarabuco ha disminuido aproximadamente un tercio en las últimas tres décadas:
| Año  | Habitantes (municipio) | Fuente |
| ---- | ---------------------- | ------ |
| 1992 | 19.607                 | Censo  |
| 2001 | 19.554                 | Censo  |
| 2012 | 16.466                 | Censo  |
| 2024 | 13.251                 | Censo  |

## Autonomía indígena

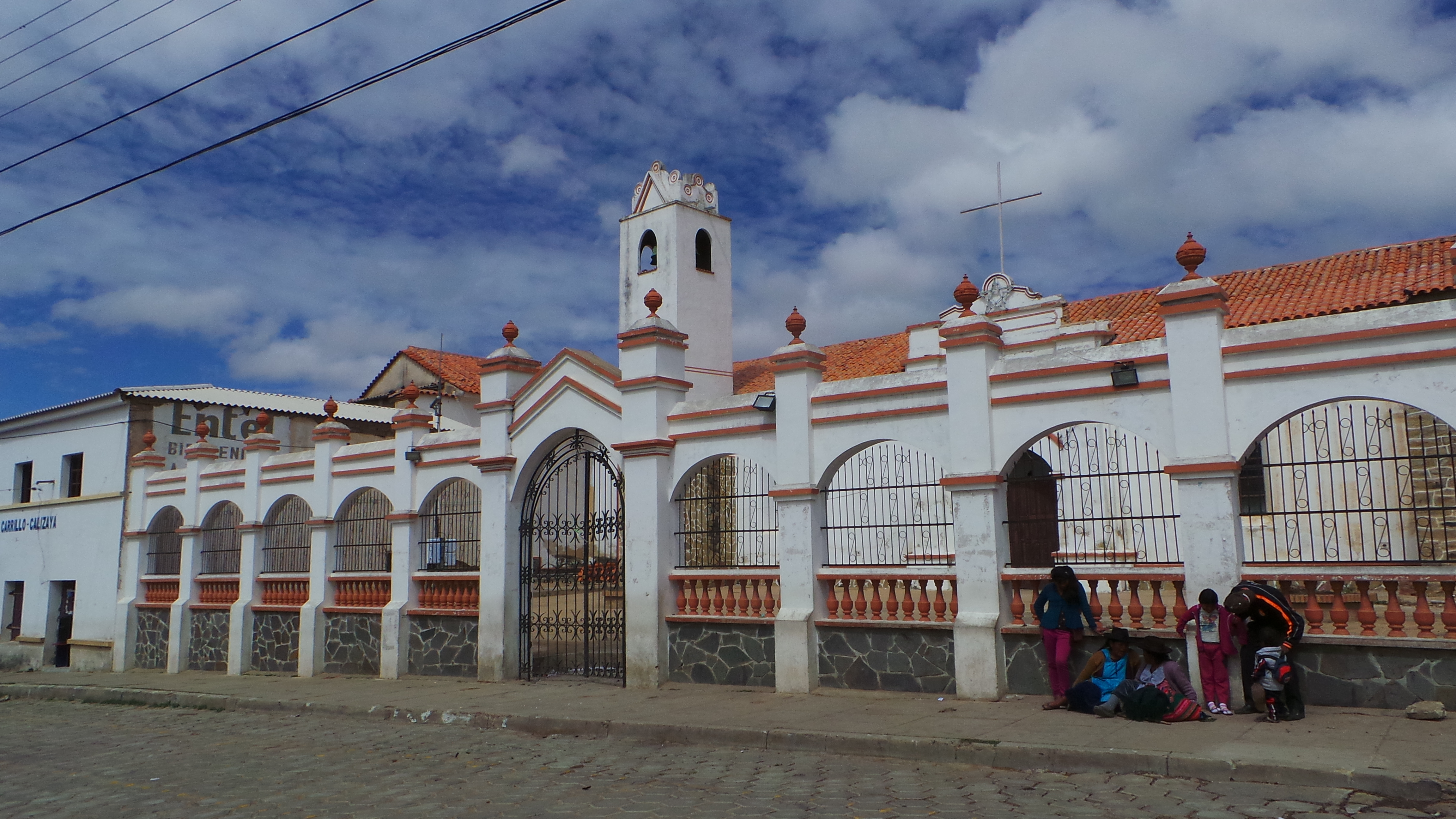
Iglesia de Tarabuco reconstruida en 1962

El 6 de diciembre de 2009 los tarabuqueños acudieron a las urnas para decidir mediante referendo su conversión o no a la Autonomía Indígena Originario Campesina. De acuerdo a los datos oficiales del Acta de cómputo emitida por el ahora Órgano Electoral Plurinacional, el 90,80 % de los habitantes dijo Sí al proceso de transición.
El 8 de noviembre de 2013, Tarabuco recibió del Tribunal Supremo Electoral, a través del Servicio Intercultural de Fortalecimiento Democrático (SIFDE) la Resolución que garantiza que el municipio desarrolló su proceso del acceso a la Autonomía Indígena Originario Campesina de acuerdo a sus normas y procedimientos propios. Doce días después (el 20 de noviembre) el proyecto normativo fue entregado al Tribunal Constitucional Plurinacional (TCP) para la revisión de los contenidos los cuales deben estar de acorde a la Constitución Política del Estado. A inicios de julio de 2014, el estatuto indígena de Tarabuco ingresó nuevamente en foja cero en el TCP, debido a que el plazo que éste había dado al órgano Deliberativo de Tarabuco para subsanar las observaciones había fenecido. Los tarabuqueños no esperaron mucho para recomponer su Órgano Deliberativo y así viabilizar las observaciones. En esa IX Asamblea Ordinaria se decidió viabilizar la Asamblea acreditando a nuevos asambleítas quienes al momento se encargan de continuar el proceso autonómico de Tarabuco.

## Mercado de Tarabuco

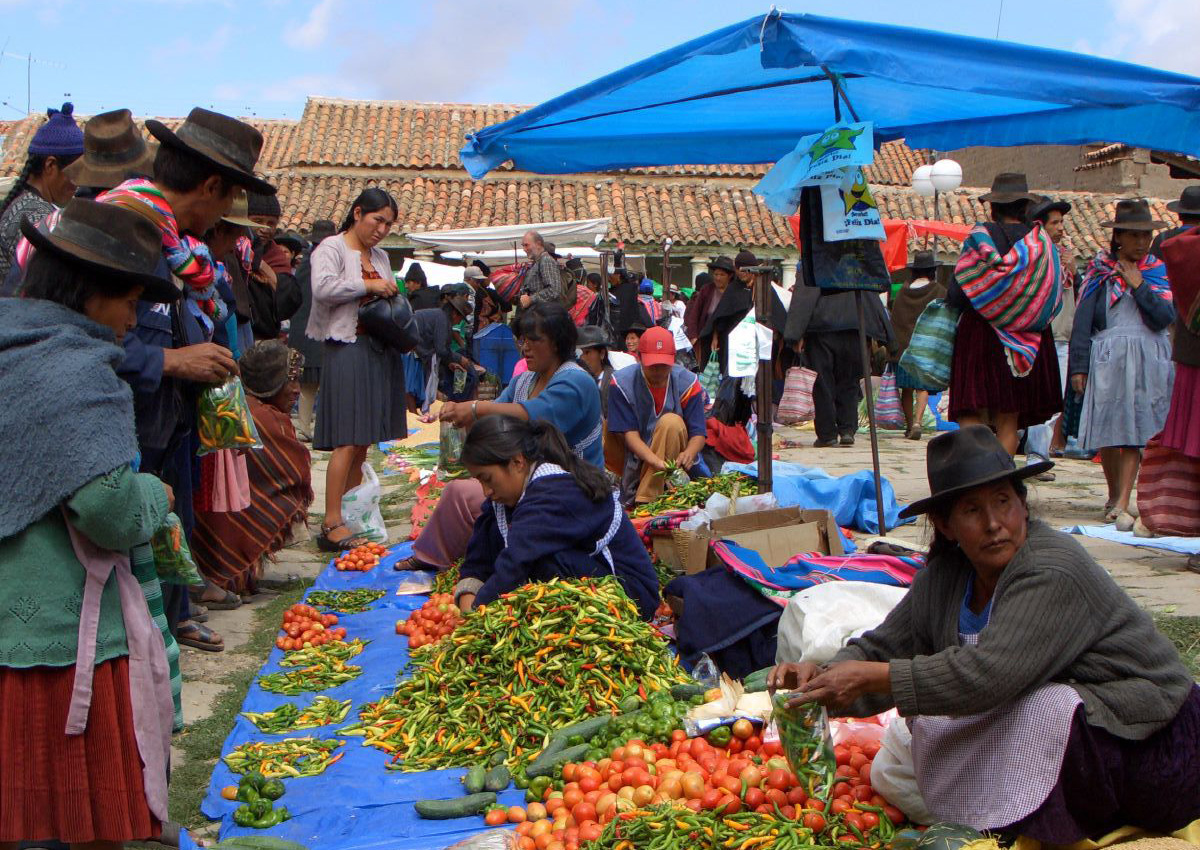
Mercado del domingo en Tarabuco

Las familias Yampara llegan cada domingo desde sus comunidades rurales a la plaza de Tarabuco para llevar sus productos al mercado. Los domingos se realizan intercambio de alimentos, productos agrícolas, vestimenta, animales, etc. Muchos llegan en bus, en camión y hasta caminando. El comienzo del mercado es bien temprano por la mañana, después del mediodía comienza a bajar la intensidad y a las tres de la tarde muchas personas comienzan a volver a sus comunidades.
En el mercado indígena de Tarabuco se destaca el colorido de las vestimentas de los pobladores Yampara. Ponchos, gorros, sandalias, mantas de diversos colores forman parte del vestuario de los campesinos indígenas. Muchas veces los colores representan a cada una de sus comunidades..

## Mercado de los domingos
En el mercado también se puede observar a las tejedoras haciendo su trabajo o hilando la lana en los telares. Hay un sector para la venta de comidas típicas. Algunas veces  grupos de indígenas exhibe el Pujllay (una de las danzas más representativas del lugar) acompañados de instrumentos autóctonos tales como la quena, el siku y el charango. Los tejidos de Tarabuco está considerados de los mejores de Bolivia.
El conocido "carnaval tarabuqueño" es una de las festividades de mayor relevancia cultural de Bolivia, por conservar las tradiciones de origen quechua - yampara.

## El Pujllay
El Pujllay es la fiesta más importante de Tarabuco, se lleva a cabo cada año durante el tercer domingo de marzo. Es un festival rural de origen local.
A la celebración llegan familias de todas las comunidades de la zona para reunirse alrededor de la plaza principal de Tarabuco. Hombres y mujeres se visten con sus mejores trajes  para la ocasión. El vestuario es muy colorido.
La música del "pujllay" se la ejecuta con instrumentos aerófonos llamados "Tokoro" y "pinkillos", se  marca su ritmo con espuelas hechas con láminas de hierro, sujetadas en una sandalia.
Durante el tiempo que dura la celebración todas las personas bailan y se divierten.